# Cruz Grande
Cruz Grande là thành phố thủ phủ khu đô thị tự trị Florencio Villarreal, bang Guerrero, tây nam México.